# 松井康子
松井 康子（まつい やすこ、1939年10月3日 - ）は、日本の元女優。本名同じ。牧 和子（まき かずこ）の芸名でも活動した。

## 来歴・人物
父・松井久（山口県下関市長松井信助の三男）、母・宏子の娘として東京府東京市世田谷区に生まれる。母方祖父の小笠原長生は子爵であり、松井の母・宏子は華族の出である。学習院初等科・学習院女子中等科・学習院女子高等科を経て、1958年4月、学習院大学文学部に入学。
1958年の秋、通院していたかかりつけの歯科医が松竹の嘱託医であったことが縁で、松竹社長・城戸四郎にスカウトされる。大学を中退し松竹に入社。
1959年、内川清一郎監督の映画『パイナップル部隊』でデビュー。当初は大部屋女優で、デビュー作となった同作品でも端役であった。その後も松竹の脇役女優として活動。1960年には『江戸の顔役』・『流転』、1961年には『背徳のメス』・『風来先生』、1963年には『港に消えたあいつ』等にいずれも脇役として出演した。
1963年、若松孝二が助監督を務めたテレビドラマに出演した後、若松から「自分が監督になったら出てくれ」と国映映画への出演を請われる。同年「牧和子」の芸名を名乗り、若松監督作品『おいろけ作戦 第一部 プレイガール』でピンク映画にデビュー、初主演を果たした。翌1964年には小川欽也（小川和久）監督の『妾』に「牧和子」名義で出演。同作品は大ヒットとなった。
たて続けに国映映画に出演しヒット作を得て、山本富士子似と言われた純和風の美貌と豊満な肉体が評判になる。一方当時松井は松竹に所属していたことから、五社協定による規制の下、松竹側がこれを問題視。結局松井は松竹を退社し、以後フリーで活動している。
国映には「牧和子」名義で、他社作品には松井康子の本名で出演するようになった。150本以上のピンク映画に出演し、ピンク映画女優のパイオニア的存在となる。また、豪放磊落な人柄もあって「ピンク映画の女王」と称され人気女優となった。1965年には『黒い雪』にも脇役で出演した。
ピンク映画以外の一般作品にも、日活・東映ほか各社を横断して出演した。1968年、今村昌平監督に請われ、同監督作品『神々の深き欲望』に出演した。兄と近親相姦する妹役を兄役の三国連太郎とともに演じた。
1970年代に入ると徐々に肥満となり、かつての美貌は失われたものの、一方で体型の変化から存在感を増し、1972年の『鏡の中の野心』等に出演した。1976年には大島渚監督の日仏合作映画『愛のコリーダ』に「『田川』のおかみ」役で出演。1977年、『肉体の悪魔』では娼婦役を演じた。
その後はテレビドラマや日活ロマンポルノなどに出演したが、加齢と過度の肥満が重なり、次第に芸能活動を縮小していった。1980年代以降は公の場に姿を見せることもなくなり、芸能界を自然引退した形となっている。
1966年の秋、東京都墨田区錦糸町にスナックを開店した。1970年前後にブームとなったボウリングを趣味とし、選手権大会に出場するほどの腕前であった。ピンク映画監督の小林悟との熱愛も話題となった。雑誌グラビアにも登場した。

### 親族
父親の久は山口県下関市長を務めた松井信助の三男で、平壌中学を経て明治大学野球部の左翼手。昭和6年11月、日米野球戦にオール日本チームの左翼手として選出された。母・宏子は旧唐津藩主子爵小笠原家当主小笠原長生（元海軍中将・元宮中顧問官・元学習院御用掛）の五女。映画監督の小笠原明峰（本名小笠原長隆）と俳優の小笠原章二郎（本名小笠原長英。当初の芸名は楠英二郎）は伯父。母方の祖母・秀子は元前橋藩主伯爵松平直方の長女。

## フィルモグラフィ

### 映画
- パイナップル部隊 （1959年　松竹）
- 晴れ姿勢揃い 剣侠五人男 （1959年　松竹）
- 江戸の顔役 （1960年　松竹）
- 流転 （1960年　松竹）
- 背徳のメス （1961年　松竹）
- 風来先生 （1961年　松竹）
- 港に消えたあいつ （1963年　松竹）
- おいろけ作戦 第一部 プレイガール （1963年　国映）
- 妾 （1964年　国映）
- 白日夢 （1964年　松竹）
- 続・妾 （1964年　国映）
- くノ一化粧 （1964年　東映）
- 黒い雪 （1965年　日活）
- 源氏物語 （1966年　日活）
- 危険な戯れ （1966年　新東宝）
- 神々の深き欲望 （1968年　日活）
- やくざ渡り鳥 悪党稼業 （1969年　日活）
- 夜をひらく 女の市場 （1969年　日活）
- 戦後秘話 宝石略奪（1970年　東映）
- 温泉こんにゃく芸者 （1970年　東映）
- セックス喜劇 鼻血ブー（1971年、東映）
- 夜の手配師 すけ千人斬り（1971年、東映）
- 温泉みみず芸者 （1971年　東映）
- ポルノの帝王（1971年　東映）
- 色暦大奥秘話 （1971年　日活）
- GOOD-BYE （1971年　日活）
- 恐怖女子高校 女暴力教室 （1972年　東映）
- エロ将軍と二十一人の愛妾 （1972年　東映）
- 鏡の中の野心 （1972年　松竹）
- 鉄砲玉の美学（1973年　ATG）
- 東京-ソウル-バンコック 実録麻薬地帯 （1973年　東映）
- やくざと抗争 実録安藤組 （1973年　東映）
- 色魔狼 （1973年　東映 ）
- 恐怖女子高校 不良悶絶グループ （1973年　東映）
- 実録 私設銀座警察 （1973年　東映）
- 暴力街 （1974年　東映）
- 直撃地獄拳 大逆転 （1974年　東映）
- 新・団地妻 夫婦交換 （1975年　日活）
- 喜劇 特出しヒモ天国 （1975年　東映） - 春日千鶴
- 東京ふんどし芸者（1975年、東映）
- 東京ディープスロート夫人（1975年　東映）
- 脱走遊戯 （1976年　東映） - 小泉看守
- 愛のコリーダ （1976年　東宝東和）
- キンキンのルンペン大将 （1976年　東映）
- 狂った野獣 （1976年　東映）
- はだしのゲン （1976年　共同映画）
- 肉体の悪魔 （1977年　日活）
- 若妻日記 悶える （1977年　日活）
- 性と愛のコリーダ （1977年　日活）
- 生贄の女たち（1978年　東映）
- 高校エロトピア 赤い制服 （1979年　日活）
- 宇能鴻一郎の濡れて開く （1979年　日活）

ほか多数

### テレビドラマ
- フラワーアクション009ノ1 第7話「フランシーヌへ愛をこめて」（1969年、フジテレビ）
- 痛快!河内山宗俊 第13話「鯉が命の子守唄」（1975年、フジテレビ）
- 横溝正史シリーズ 本陣殺人事件 （1977年、毎日放送）
- 青春の門 第2部第2話・第5話 - 第8話・第10話 - 第15話（1978年、毎日放送）

## 書籍
- 本人と出演作品について
  - 『現代日本映画人名事典』（女優篇）「松井康子」の項 2011年 キネマ旬報社編
  - 『日本映画人名事典』（女優篇下巻）「松井康子」の項 1995年 キネマ旬報社編
  - 『日本映画俳優全集』（女優編）「松井康子」の項 1980年　キネマ旬報社編

- 家族・親族について
- 人事興信所編『人事興信録 第13版 下』人事興信所、1941年。
  - 『平成新修旧華族家系大成』』（上巻）「小笠原」の項 1996年 霞会館諸家資料調査委員会編纂 吉川弘文館刊行
  - 『昭和新修華族家系大成』（上巻）「小笠原」の項 1982年 霞会館諸家資料調査委員会編纂 吉川弘文館刊行